# Steven Dewick
Steven Dewick (Australia, 2 de febrero de 1976) es un nadador australiano retirado especializado en pruebas de estilo espalda, donde consiguió ser medallista de bronce olímpico en 1996 en los 4 x 100 metros estilos.

## Carrera deportiva
En los Juegos Olímpicos de Atlanta 1996 ganó la medalla de bronce en los relevos de 4 x 100 metros estilos (nadando el largo de espalda), con un tiempo de 3:39.56 segundos, tras Estados Unidos y Rusia (plata); además ganó la plata en la misma prueba en los Juegos Panpacíficos de Atlanta 1995.